# Meridià 73 a l'est
El meridià 73 a l'est de Greenwich és una línia de longitud que s'estén des del pol Nord travessant l'oceà Àrtic, Àsia, l'oceà Índic, l'oceà Antàrtic i l'Antàrtida fins al pol Sud.
El meridià 73 a l'est forma un cercle màxim amb el meridià 107 a l'oest. Com tots els altres meridians, la seva longitud correspon a una semicircumferència terrestre, uns 20.003,932 km. Al nivell de l'Equador, és a una distància del meridià de Greenwich de 8.126 km.

## De Pol a Pol
Començant en el pol Nord i dirigint-se cap al pol Sud, aquest meridià travessa:
| Coordenades                             | País, territori o mar | Notes |
| --------------------------------------- | --------------------- | --- |
| 90° 0′ N, 73° 0′ E / 90.000°N,73.000°E  | Oceà Àrtic            | |
| 81° 6′ N, 73° 0′ E / 81.100°N,73.000°E  | Mar de Kara           | |
| 73° 0′ N, 73° 0′ E / 73.000°N,73.000°E  | Golf de l'Obi         | |
| 71° 25′ N, 73° 0′ E / 71.417°N,73.000°E | Rússia                | Península de Guidan                                                                                        |
| 71° 23′ N, 73° 0′ E / 71.383°N,73.000°E | Golf de l'Obi         | |
| 68° 44′ N, 73° 0′ E / 68.733°N,73.000°E | Rússia                | Península de Iamal                                                                                         |
| 67° 42′ N, 73° 0′ E / 67.700°N,73.000°E | Golf de l'Obi         | |
| 66° 42′ N, 73° 0′ E / 66.700°N,73.000°E | Rússia                | |
| 54° 3′ N, 73° 0′ E / 54.050°N,73.000°E  | Kazakhstan            | |
| 42° 32′ N, 73° 0′ E / 42.533°N,73.000°E | Kirguizstan           | |
| 40° 53′ N, 73° 0′ E / 40.883°N,73.000°E | Uzbekistan            | Uns 15 km al punt més oriental del país                                                                    |
| 40° 45′ N, 73° 0′ E / 40.750°N,73.000°E | Kirguizstan           | |
| 39° 21′ N, 73° 0′ E / 39.350°N,73.000°E | Tadjikistan           | |
| 37° 18′ N, 73° 0′ E / 37.300°N,73.000°E | Afganistan            | |
| 36° 52′ N, 73° 0′ E / 36.867°N,73.000°E | Pakistan              | Khyber Pakhtunkhwa · Gilgit-Baltistan – reclamat per Índia · Khyber Pakhtunkhwa · Islamabad · Punjab       |
| 29° 9′ N, 73° 0′ E / 29.150°N,73.000°E  | Índia                 | Rajasthan Gujarat Dadra i Nagar Haveli Maharashtra - passa a l'est de Mumbai                               |
| 18° 3′ N, 73° 0′ E / 18.050°N,73.000°E  | Oceà Índic            | |
| 11° 30′ N, 73° 0′ E / 11.500°N,73.000°E | Índia                 | Lakshadweep - illa de Kiltan                                                                               |
| 11° 28′ N, 73° 0′ E / 11.467°N,73.000°E | Oceà Índic            | passa a l'est de Kadmat, Lakshadweep, Índia · Passa a l'oest de Minicoi, Lakshadweep, Índia                |
| 6° 50′ N, 73° 0′ E / 6.833°N,73.000°E   | Maldives              | Atol Haa Dhaalu, Atol Miladhunmadulhu del Nord, Atol Maalhosmadulhu del Nord i Atol Maalhosmadulhu del Sud |
| 5° 5′ N, 73° 0′ E / 5.083°N,73.000°E    | Oceà Índic            | |
| 4° 18′ N, 73° 0′ E / 4.300°N,73.000°E   | Maldives              | Atol Rasdhoo                                                                                               |
| 5° 5′ N, 73° 0′ E / 5.083°N,73.000°E    | Oceà Índic            | passa a l'est de l'atol Ari, Maldives                                                                      |
| 3° 18′ N, 73° 0′ E / 3.300°N,73.000°E   | Maldives              | Atol Nilandhe del Nord, Atol Nilandhe del Sud i atol Kolhumadulhu                                          |
| 2° 10′ N, 73° 0′ E / 2.167°N,73.000°E   | Oceà Índic            | |
| 0° 32′ N, 73° 0′ E / 0.533°N,73.000°E   | Maldives              | Atol Huvadhu                                                                                               |
| 0° 17′ N, 73° 0′ E / 0.283°N,73.000°E   | Oceà Índic            | Passa a l'oest d'atol d'Addu, Maldives · Passa entre les illes McDonald i Heard, Austràlia                 |
| 60° 0′ S, 73° 0′ E / 60.000°S,73.000°E  | Oceà Antàrtic         | |
| 68° 11′ S, 73° 0′ E / 68.183°S,73.000°E | Antàrtida             | Territori Antàrtic Australià, reclamada per Austràlia                                                      |